# Dalanzadgad
Dalanzadgad (mongolsko: Даланзадгад; ᠳᠠᠯᠠᠨᠵᠠᠳᠠᠭᠠᠳ) je glavno mesto Omnogovi aimag (provinca) v Mongoliji. Nahaja se 540 km južno od glavnega mesta Ulan Batorja.
Leta 2010 je v njem živelo okoli 18.700 prebivalcev. 

## Geografija
Mesto leži na planoti na nadmorski višini med 1470 in 1590 metrov, v puščavi Gobi, 540 km južno od Ulan Batorja, v neposredni bližini državne meje s Kitajsko. 
V Dalanzadgadu imajo mrzlo puščavsko podnebje z mrzlimi zimami in toplimi poletji. Podnebje je kontinentalno in suho. Povprečna letna temperatura v mestu je 4,6 °C (podnevi 11,4 °C, ponoči -2,1 °C). Poleti se lahko temperature dvignejo do 35 °C, pozimi do -30 °C. Padavine so zelo redke. Od oktobra do maja pada ne več kot 1 dan v mesecu.

## Zanimivosti
100 km od mesta je nahajališče fosilov – Bayanzah, kjer so leta 1922 – prvič v puščavi Gobi – našli velikanske količine odlično ohranjenih fosilov dinozavrov in njihovih jajc. 
V letu 2002 so v Dalanzadgadu odprli budistični samostan. 
V bližini mesta je tudi Narodni park Gobi Gurvansaikhan z značilno pokrajino, rastlinjem in živalstvom.
Dalandsadgad ima gledališče, muzej posvečen Južni puščavi Gobi, od leta 2009 ima tudi otroški center.

## Promet in komunikacije
Letališče Dalanzadgad (ZMDZ / DLZ) je povezano z rednimi notranjimi leti iz in v Ulan Bator. V letu 2007 je mongolski organ za civilno letalstvo zgradil novo letališče z asfaltirano vzletno-pristajalne stezo. Steza je druga najdaljša v državi za mednarodnim letališčem Chinggis Khaan. Pred tem je steza makadamska.
Obe mesti sta povezani tudi z v zadnjih letih posodobljeno cesto.
Mesto je pokrito z GSM signalom enako kot druga večja mesta - pokritost je dobra približno kilometer iz mesta. V mestu je običajno 24 ur na dan na voljo tudi električna energija. V bližini Dalanzadgada, na 43 ° 31'54 .38 "N 104 ° 24'4 .16" E, je deluje dolgovalovna radijska postaja na 209 kHz s 75 kW.

## Galerija
- Vladna palača Province
- Novo nakupovalno središče
- Letališče Dalandsadgad
- Muzej o južnem Gobiju
- Gledališče Dalandsadgad